# نیکلا مالداچئا
نیکلا مالداچئا (ایتالیایی: Nicola Maldacea؛ ‏ ۲۹ اکتبر ۱۸۷۰ – ۵ مارس ۱۹۴۵) هنرپیشه اهل پادشاهی ایتالیا بود.
از فیلم‌هایی که وی در آن نقش داشته‌است، می‌توان به ما هفت خواهر بودیم، بیوه، ناپل سبز و آبی، نخستین عشق و خیمه‌شب‌بازی اشاره کرد.